# Roodbruine solitaire
De roodbruine solitaire (Cichlopsis leucogenys) is een zangvogel uit de familie Turdidae (lijsters). Het is een voor uitsterven gevoelige vogelsoort in Zuid-Amerika. De populatie in Brazilië is bedreigd.

## Kenmerken
De vogel is 20 tot 21 cm lang. Het is een onopvallende lijsterachtige, overwegend roodbruin gekleurde vogel. Op de borst warm kaneelkleurig bruin, geleidelijk naar de buik toe bleker van kleur tot licht grijsbruin. De ondervleugelveren zijn licht. De poten zijn dof geelbruin, de snavel is tweekleurig, de bovensnavel is zwart en de ondersnavel is geel.

## Verspreiding en leefgebied
Deze soort telt vier ondersoorten die door BirdLife International als aparte soorten worden beschouwd:
- C. l. gularis: zuidoostelijk Venezuela, Guyana en Suriname een ondersoort met de status gevoelig op de Rode Lijst van de IUCN.
- C. l. chubbi: zuidwestelijk Colombia en noordwestelijk Ecuador een ondersoort met de status gevoelig
- C. l. peruviana: centraal Peru. een ondersoortsoort met de status gevoelig
- C. l. leucogenys: oostelijk Brazilië. een ondersoort met de status bedreigd.

De leefgebieden liggen in vochtig montaan regenwoud, waar de vogel zich ophoudt in dichte ondergroei.